# 1933-as síkvízi kajak-kenu Európa-bajnokság

A 1933-as síkvízi kajak-kenu Európa-bajnokságot a csehszlovákiai Prágában rendezték.

## Eredmények

### Férfiak
| Versenyszám  | Arany                            | Idő     | Ezüst                                 | Idő     | Bronz                       | Idő     |
| K-1 1000 m   | Helmuth Cammerer (GER)           | 4:35,5  | Nils Wallin (SWE)                     | 4:38,7  | Willi Behneken (GER)        | 4:41,3  |
| K-1 10 000 m | Ernst Krebs (GER)                | 52:21,4 | Nils Wallin (SWE)                     | 52:46,3 | Edi Kleckers (GER)          | 53:21,8 |
| F-1 10 000 m | Gregor Hradetzky (AUT)           | 52:21,4 | Bernhard Eberle (GER)                 | 52:21,4 | Hans Rein (GER)             | 52:21,4 |
| F-2 10 000 m | Schneider · Wevers (GER)         | 52:55,7 | Kalisch · Steinhuber (AUT)            | 53:05,6 | Worle · Günther Pfaff (GER) | 53:59,5 |
| C-1 1000 m   | Bohumil Silny (TCH)              | 5:37,8  | Bohuslav Karlik (TCH)                 | 5:37,8  | Otto Deredau (GER)          | 5:39,2  |
| C-2 1000 m   | Alois Cigner · Karel Sanda (TCH) | 4:53,1  | Syrovatka Rus · Jan-Felix Brzak (TCH) | 4:54,1  | Furus · Bachmann (GER)      | 4:56,3  |

### Nők
| Versenyszám | Arany              | Idő    | Ezüst                           | Idő    | Bronz                 | Idő    |
| K-1 600 m   | Gussy Wenzel (GER) | 3:06,5 | Lieselotte Brettschneider (GER) | 3:12,0 | Marta Pavlisova (TCH) | 3:15,7 |